# Fazioli

Firmenlogo

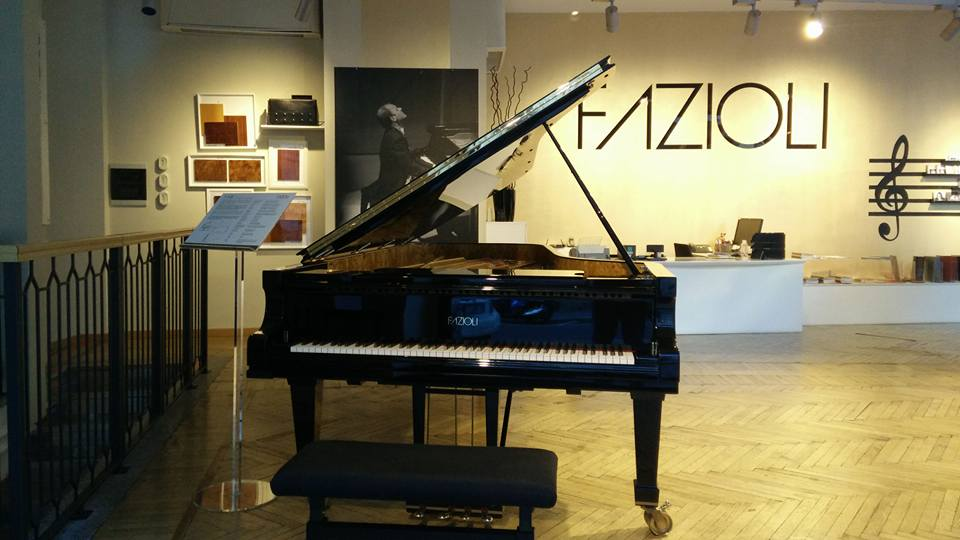
Fazioli-Flügel im Mailänder Ausstellungsraum

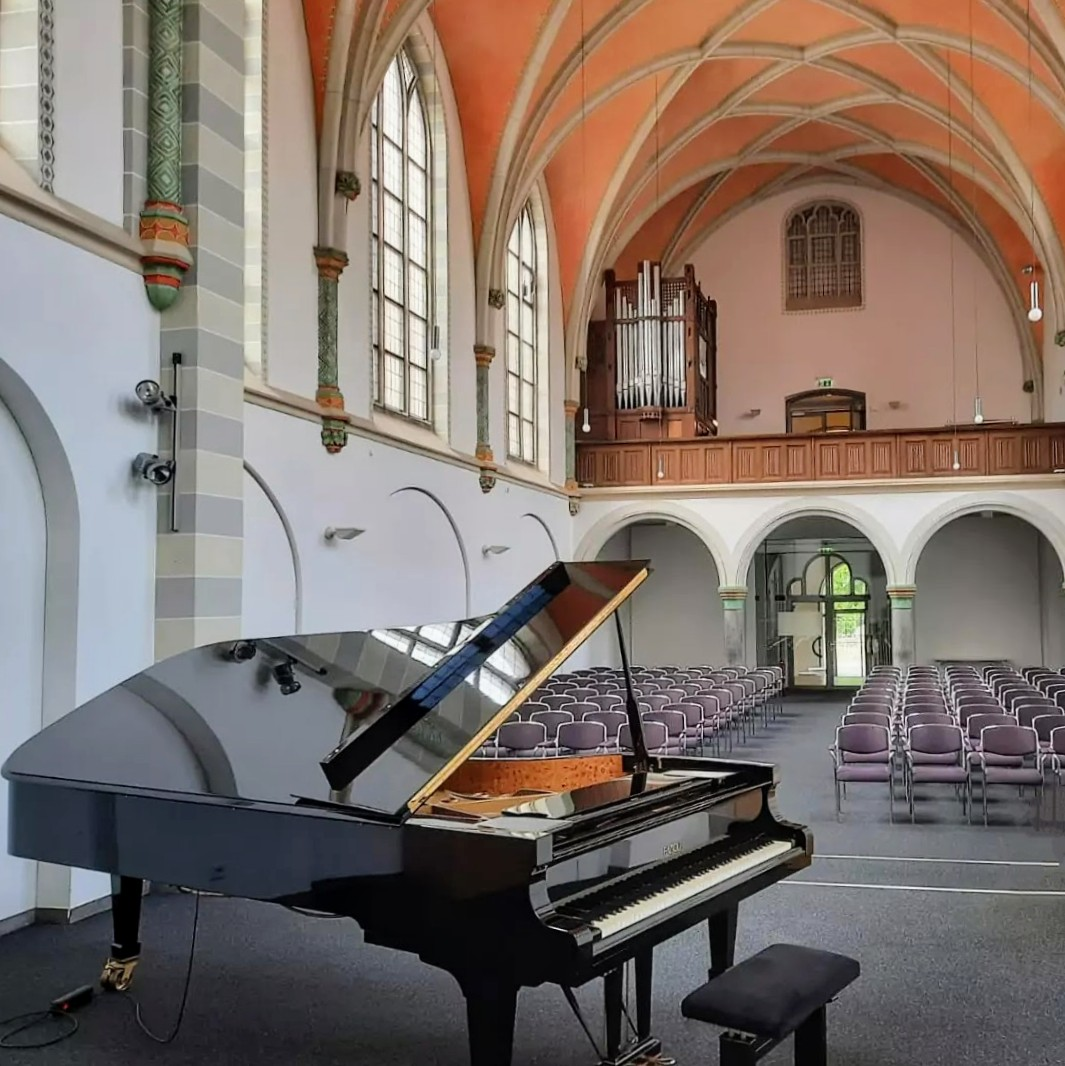
Fazioli F308 in der Alten Kirche des Collegium Leoninum Bonn

Fazioli ist ein italienischer Hersteller von hochwertigen Konzertflügeln.

## Geschichte

### Vorgeschichte und Gründung
Nach seiner Ausbildung als Pianist und Ingenieur stieg Paolo Fazioli zunächst in die Möbelmanufaktur seiner Familie ein. Parallel entwickelte er die Idee, ein neues Piano zu entwickeln, weil er nach eigener Aussage „auf dem Markt […] kein Instrument fand, das seinem Klangideal entsprach“.
Mit einigen Klavierbauern, Akustikern, Musikern und Holzexperten entwickelte er eine Reihe von konstruktiven Änderungen, die zu einem ersten Konzertflügel (dem Model F183) im Juni 1980 führten. Im gleichen Jahr folgten noch der kleinere F156 sowie der F278, der für den Konzertsaal konzipiert war. Im Januar 1981 folgte schließlich die Gründung des Unternehmens. Die Fertigung von zunächst nur rund 24 Pianos pro Jahr fand in der familieneigenen Möbelfabrik in Sacile (Friaul-Julisch Venetien) statt und nutzte die dort vorhandenen technischen und handwerklichen Ressourcen.

### Vervollständigung der Produktpalette und Wachstum
Ende des Jahres 1981 begann die Arbeit am Modell F228. Schließlich folgten im Jahr 1987 der F212 sowie der F308 als größtes Modell. Durch Erweiterungen der Produktionsfläche wuchs die Produktionskapazität im Jahr 1993 auf 72 Pianos pro Jahr.
Im Jahr 2001 wurde das in direkter Nachbarschaft zur bestehenden Fabrik neugebaute Werk eröffnet, so dass die Produktion auf etwa 150 Instrumente pro Jahr erweitert werden konnte. Neben der Manufaktur und klimatisierten Räumen für die Trocknung des Holzes wurden auch Akustiklabore sowie der 2004 eröffnete Konzertsaal erbaut, in dem die Instrumente auch getestet und intoniert werden.
Bis 2016 wurde die Manufaktur nochmals vergrößert, so dass mittlerweile die Kapazität von 150 bis 170 Pianos pro Jahr erreicht ist. Ein Wachstum über 200 Pianos pro Jahr ist nach Aussage von Fazioli nicht angestrebt, da die Qualität des ausschließlich handwerklichen Herstellungsprozesses nicht beliebig skaliert werden kann.

## Fabrikation und Technik
Für die weitgehend in Handarbeit gefertigten Flügel werden hochwertige Materialien verwendet. So bestehen die Resonanzböden aus dem Holz der Rotfichte aus dem Fleimstal, aus dem schon der Geigenbauer Antonio Stradivari Material bezog. Die dortigen Bäume wachsen aufgrund der klimatischen Bedingungen extrem langsam und bilden dabei eine sehr gleichmäßige Maserung aus.
Fazioli baut zurzeit (Stand 2020) sechs Flügelmodelle in den Längen 156, 183, 212, 228, 278 und 308 cm. Letzterer mit der Typenbezeichnung F308 ist der bislang längste Serienflügel der Welt. Er ist außerdem mit vier Pedalen statt der üblichen drei erhältlich. Das vierte, links der üblichen drei angebrachte Pedal übernimmt die Technik des Piano-Pedals beim Pianino. Es bewirkt, dass die Hämmer in Ruhelage näher an die Saiten herangeführt werden, und erleichtert dadurch das Spiel im Pianissimo, ohne (wie das beim Verschiebungs- oder Una-Corda-Pedal geschieht) die Klangfarbe zu verändern.
Als Alleinstellungsmerkmal verfügen sie über eine stimmbare Duplex-Skala, wobei Messingstege zum Ablängen der passiv mitschwingenden Saitenteile versetzt werden können. Hierdurch werden, neben der gewöhnlichen Klavierstimmung, auch die mitschwingenden Aliquottöne stimmbar.

## Klangbild
Paolo Fazioli beschreibt als sein Klangideal, dass „die einzelnen Töne eines Akkords hörbar bleiben“ sollen und er eine lange Klangdauer vor allem in der Mittellage erreichen möchte. Die Bässe werden auch bei kleinen Flügelmodellen als „satt klingend“ bezeichnet.
Stephen Carver, der Chef-Klaviertechniker der Juilliard School vergleicht Fazioli- mit Steinway-Pianos so: „Fazioli-Klaviere sind sehr gut verarbeitet und haben eine klare, glockenartige Präsenz und eine gleichmäßige Klanglinie [...], Steinways haben eine dunklere Klangfarbe, die manche als reicher als den Fazioli-Sound bezeichnen würden.“ Seiner Meinung nach variieren Steinways auch in der Qualität und sind etwas schwieriger zu spielen als Faziolis.

## Verbreitung
Fazioli setzte von Anfang auf namhafte Pianisten als Multiplikatoren. So spielte bereits 1981 Nikita Magaloff ein öffentliches Konzert auf dem neu entwickelten F278. Alfred Brendel wählte auf seiner Italientournee 1987 einen Flügel von Fazioli. Trotzdem wurde Fazioli bis Anfang der 2000er-Jahre als „exklusive Nische“ und „ausserhalb von Fachkreisen [...] ein Geheimtipp“ bezeichnet. Im Jahr 2003 schrieb der Economist, dass einige Künstler mittlerweile glauben, Fazioli mache die besten Pianos der Welt.
In Folge schaffte es Fazioli, sich auch in kleinem Maßstab in Institutionen wie der Juilliard School in New York zu etablieren – teilweise gegen den heftigen Widerstand von Steinway & Sons.
Auch bei Wettbewerben mit freier Auswahl des Piano-Modells konnte sich Fazioli seither positionieren, etwa 2010 beim Internationalen Chopin-Wettbewerb, wo der drittplatzierte Daniil Trifonov in allen drei Runden einen Flügel von Fazioli spielte, oder bei der Arthur Rubinstein International Piano Master Competition in Tel Aviv 2011 (5 von 6 Finalisten mit Fazioli) und 2017 (3 von 6 Finalisten). Bei der Scottish International Piano Competition 2017 spielten alle drei Finalisten Fazioli. Beim Internationalen Chopin-Wettbewerb 2021 wählten 8 von 87 Teilnehmern Fazioli, darunter der spätere Sieger Bruce Liu.
Trotzdem werden die Instrumente dieses Herstellers auf Konzertbühnen nach wie vor deutlich seltener gespielt als die der Konkurrenten Steinway & Sons, Steingraeber oder Bösendorfer. Prominente Fazioli-Pianisten sind u. a. Benny Andersson, Nick Cave, Herbie Hancock, Angela Hewitt, Anastasia Huppmann, Jan Mulder, Nikolai Demidenko, Roberto Prosseda, Markus Schirmer und Maurizio Baglini, der gleichzeitig Artdirector von Fazioli ist. Dennoch gehört die Marke zusammen mit C. Bechstein, Blüthner, Bösendorfer, Steingraeber, Petrof, Yamaha und Steinway & Sons zur Spitzenklasse im Bereich der Klaviere und Flügel.